# Pholiotina
Pholiotina Fayod è un genere di funghi basidiomiceti appartenente alla famiglia Bolbitiaceae Singer. Le specie di questo genere, poco carnose e molto fragili, saprofite su lettiera, non hanno interesse dal punto di vista della commestibilità: in Pholiotina filaris (Fr.) Singer è stata verificata la presenza di amanitine mentre le specie con colorazioni verdi-bluastre (sezione Cyanopodae Singer) contengono sostanze psicotrope. La specie tipo è Pholiotina vexans P.D. Orton [= Pholiota balattaria Fr. ss. Fayod].

## Descrizione
Il genere comprende funghi poco carnosi e molto fragili dal portamento micenoide. Il cappello è solitamente igrofano e spesso striato per trasparenza al margine, con profilo da ovale a convesso; la superficie è glabra oppure pubescente, di colore giallo ocraceo, giallo bruno o bruno rossastro, occasionalmente verde-bluastro. Le lamelle sono inizialmente di colore bruno pallido o bruno arancio, prima di diventare color ruggine per la maturazione delle spore. Il gambo è centrale, slanciato, cilindrico, spesso dilatato verso la base in un piccolo bulbo e di colore generalmente biancastro: può essere pruinoso all’apice o interamente pruinoso. Velo parziale presente o meno: quando presente può essere membranoso oppure fugace e lasciare dei piccoli fiocchi sul margine del cappello. Il riconoscimento delle specie necessita di analisi microscopica. La specie più comune è Pholiotina aporos (Kits van Wav.) Clémençon.